# Chris Kirkpatrick
Christopher Alan Kirkpatrick (Pittsburgh, Pensilvania, 17 de octubre de 1971) es un cantante y actor de doblaje. Es conocido por haber sido miembro del grupo pop 'N Sync desde 1995 hasta 2002. Prestó su voz para el personaje de Chip Skylark en la serie de Nickelodeon Los padrinos mágicos, y en 2007 participó en las series de VH1 Mission: Man Band junto con artistas de grupos juveniles pop de los 90.

## Vida personal
Nació en Pittsburgh (Pensilvania) y tiene ascendencia irlandesa, escocesa, española y nativa americana. Después de ir a la Dalton High School de Dalton (Ohio), se mudó a Orlando y asistió al Rollins College a la vez que actuaba en Universal Studios (Orlando, Florida) en un grupo de doo wop. Lou Pearlman se le acercó con una idea para empezar otro grupo y así se creó NSYNC.

## Otros trabajos
Después de 'N Sync, Kirkpatrick inicialmente llevó a cabo una carrera en solitario con la banda Little Red Monsters, con la que estrenó dos canciones: "Odi's Song" y "Who Am I" (la versión de estudio que está en Internet), en el April Fool's Ball tocando con bola de la extinta banda, Ohno. Cambió la línea de la banda y el nombre a Nigels 11. La nueva banda se estrenó a finales de diciembre de 2005 con dos shows en vivo en California. Él y su segunda banda habían lanzado nuevas canciones: "My World", "Everybody Gets Lost" y "Say You Will".
Eminem lo ridiculizó en su canción "Without Me", con una estrofa: "Chris Kirkpatrick, you can get your ass kicked, worse than them little Limp Bizkit bastards". 
Después de denunciar a Eminem y que lo arrestaran por posesión de armas y asalto en junio de 2000, declaró sobre Eminem: "Su arresto es karma. Es muy triste cuando la gente tiene que faltar al respeto a los demás para sentirse bien consigo mismos. El tío se está cavando su propia tumba, y pronto ya no le quedará ningún amigo". 
El rapero Eminem dijo a Total Request Live de MTV el jueves (2 de mayo), durante el estreno del vídeo, que Kirkpatrick era el único miembro de la banda con agallas para decirle algo, después de que el rapero atacase a su banda y a grupos de chicos en general en su último álbum.
En 2000, Kirkpatrick estuvo en el vídeo musical "AM Radio" de Everclear.
Entre 2002 y 2005, prestó su talento y sus habilidades para la serie animada de Nickelodeon, Los Padrinos Mágicos, como la estrella pop, Chip Skylark.
En octubre de 2006, se anunció que participaría en la nueva serie de televisión de VH1, Man Band.